# دراية
الدراية (بالإنجليزية: Awareness)‏ هي حالة من الوعي بالشيء. تُعرف بشكل أكثر تحديدًا على أنها القدرة على المعرفة والتلقي، أو الشعور أو التعرف على الأحداث بشكل مباشر. تصفها إحدى التعريفات الأخرى بأنها حالة دراية الشخص ببعض المعلومات عند توفر هذه المعلومات بشكل مباشر لتطبيقها في نطاق واسع من الأفعال السلوكية. غالبًا ما يُستخدم هذا المفهوم كمرادف للوعي، وقد يُفهم على أنه الوعي بحد ذاته.
ترتبط حالات الدراية أيضًا مع حالات التجربة بطريقة من شأنها عكس البنية المتمثلة في الوعي في بنية التجربة.

## العلوم العصبية
تعمل الأجهزة العصبية المنظمة للانتباه على إضعاف الدراية بين الحيوانات المعقدة، التي تزودها أجهزتها العصبية المركزية والمحيطية بكمية معلومات كبيرة مقارنة بقدرة استيعاب المناطق المعرفية في الدماغ. داخل نظام الدراية المضعف، يمكن للعقل الدراية بما يفوق قدرة الوعي الموسع المركز على التفكر.

### الدراية الأساسية
تعتمد الدراية الأساسية للشخص بعالمه الداخلي والخارجي على جذع الدماغ. يناقش بيورن ميركر، عالم الأعصاب المستقل في ستوكهولم، بدور جذع الدماغ الداعم للشكل الأولي من التفكير الواعي لدى الرضّع المصابين بموه انعدام المخ. تتطلب الأشكال «العليا» من الدراية، بما في ذلك الإدراك الذاتي، مساهمات قشرية، لكن ينبع «الوعي الأولي» أو «الدراية الأساسية»، التي تمثل القدرة على دمج الأحاسيس الواردة من البيئة مع الأهداف والمشاعر المباشرة للفرد من أجل توجيه السلوك، من جذع الدماغ الذي يشترك فيه الإنسان مع غالبية الفقاريات الأخرى. يؤكد عالم النفس كارول إيزارد على أن هذا الشكل من الوعي الأولي مؤلف من القدرة على توليد المشاعر ودراية الفرد بمحيطه، ولا يتعلق بالقدرة على التحدث عما اختبره الفرد. بنفس الطريقة، يستطيع الأشخاص الوعي بشعور ما دون قدرتهم على تسميته أو وصفه، إذ يشكل هذا ظاهرة شائعة بشكل خاص لدى الرضّع قبل مرحلة اللفظ.
نظرًا إلى هذا الاكتشاف، تواجه التعريفات الطبية للموت الدماغي على أنه نقص في النشاط القشري تحديات جمة.

### الاهتمامات الأساسية
توجد مناطق مترابطة مسؤولة عن تنظيم حركة العين في جميع أنحاء جذع الدماغ، إذ تشارك أيضًا في تنظيم المعلومات المتعلقة بتحديد الفعل التالي الذي يجب القيام به، مثل الوصول إلى قطعة من الطعام أو السعي وراء زوج محتمل.

### التغيرات في الدراية
تختلف القدرة على الكشف الواعي للصورة بعد عرضها عند درجة تنبيه قريب من العتبة باختلاف العرض. تتمثل إحدى العوامل في «التحولات الأساسية» الناجمة عن الانتباه من الأعلى إلى الأسفل، ما يؤدي إلى تعديل نشاط الدماغ الجاري في المناطق القشرية الحسية المؤثرة على المعالجة العصبية للأحكام الإدراكية الحسية اللاحقة. يمكن لانحياز من الأعلى إلى الأسفل الحدوث من خلال عمليتين مختلفتين: التحول الأساسي المدفوع بالانتباه في موجات ألفا، وانحياز القرار في موجات جاما.